# Lophoptera pallidifusa
Lophoptera pallidifusa är en fjärilsart som beskrevs av Warren. Lophoptera pallidifusa ingår i släktet Lophoptera och familjen nattflyn. Inga underarter finns listade i Catalogue of Life.